# Slugg

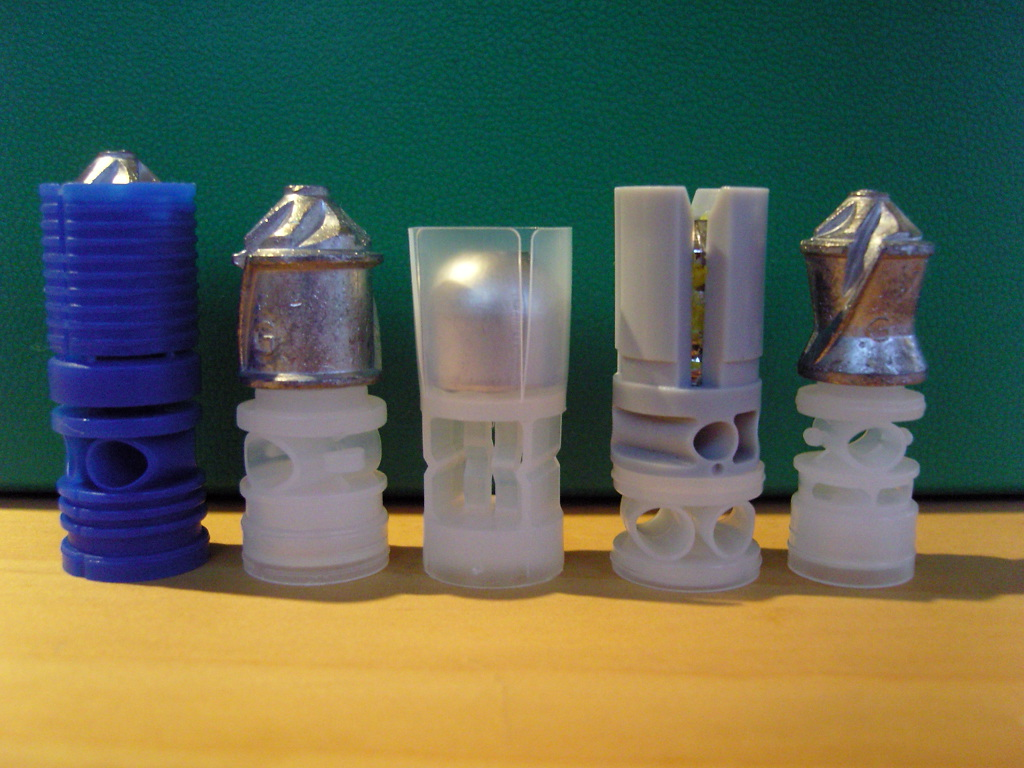
Olika sluggprojektiler till hagelvapen.

Slugg eller slug är en typ av ammunition, traditionellt avseende en stor, seg eldvapenprojektil med mycket kinetisk energi, främst förekommande hos hagelammunition.

## Varianter

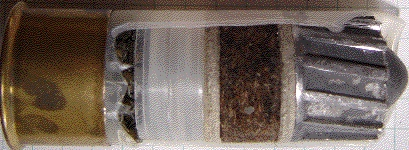
Brennekekula i hagelpatron.

Sluggammunition består traditionellt av en rundad, baktill urgröpt solid kula av bly laddad i en hagelpatron eller via mynningen för hand. Det tunnare partiet kring urgröpningen expanderar utåt till en fläns när krutgaserna trycker på bakifrån ut och tätar mot pipans väggar. 
Ammunitionen är främst avsedd att användas i slätborrade hagelvapen, generellt utan trångborrning beroende på sluggens material eller utformning. Undantaget är brenneke, en gördlad sluggkula som kräver en främre mynningsförträngning med räffling.
I sin primitivaste form finns uppskurna hagelpatroner (engelska: cut shells), där patronens yttervägg snittats runt om under förladdningen, varav hagelladdningen skjuts iväg tillsammans med främre hylsvägg och hålls ihop som en slugg. Detta motverkar spridning men avger avsevärt mer kinetisk energi vid anslag.

## Sverige
I Sverige är slugg tillåtet vid jakt på dovvilt, vildsvin, rådjur och i vissa fall mufflon. Ammunitionstypen har kanske sitt största värde i samband med eftersöksjakt på skadade djur.  
Längsta lämpliga skotthållet vid jakt är 40 meter (vid eftersök på skadat vilt finns inga begränsningar). Jakt med slugg får endast bedrivas med enkelpipiga hagelvapen. Många halvautomater och pumprepeter har så kallade sluggpipor, det är hagelpipor med öppna riktmedel som på ett kulvapen och ibland även invändigt räfflade. Dessa räfflade pipor är trots sitt namn "slugpipa" i första hand ämnade för skjutning med sk. sabot-patroner.